# Said Suwailim Al-Shoon
Said Suwailim Al-Shoon (28 agosto 1983) è un ex calciatore omanita, di ruolo difensore.

## Carriera

### Club
Comincia a giocare in patria, all'Al Nasr. Nell'estate 2004 passa al Muscat. Nel gennaio 2005 si trasferisce in Kuwait, all'Al-Naser. Nell'estate 2005 viene acquistato dall'Al-Sailiya, squadra della massima serie qatariota. Nel 2006 passa all'Umm-Salal. Nell'estate 2007 torna in patria, al Muscat. Nel gennaio 2008 si trasferisce in Arabia Saudita, all'Al Hazm. Nell'estate 2008 viene acquistato dal Kazma, squadra della massima serie kuwaitiana. Nel 2009 si trasferisce in Arabia Saudita, all'Al-Qadisiya. Nel 2010 torna in patria, all'Al Shabab. Nel 2011 viene acquistato dal Muscat.

### Nazionale
Ha debuttato in Nazionale nel 2003. Ha partecipato, con la Nazionale, alla Coppa d'Asia 2004 e alla Coppa d'Asia 2007. Ha collezionato in totale, con la maglia della Nazionale, 45 presenze.